# ایوان هوروود
ایوان هوروود (انگلیسی: Evan Horwood؛ زادهٔ ۱۰ مارس ۱۹۸۶ بازیکن فوتبال اهل بریتانیا است.
از باشگاه‌هایی که در آن بازی کرده‌است می‌توان به باشگاه فوتبال نورث‌همپتون تاون، باشگاه فوتبال ترانمره راورز، باشگاه فوتبال شفیلد یونایتد، باشگاه فوتبال دارلینگتون، باشگاه فوتبال اسکانتورپ یونایتد، باشگاه فوتبال گریمزبی تاون، باشگاه فوتبال استوک‌پورت کانتی، باشگاه فوتبال یورک سیتی، باشگاه فوتبال کارلایل یونایتد، و باشگاه فوتبال هارتل پول یونایتد اشاره کرد.